# تشنج الحنجرة
في الطب، تشنج الحنجرة هو انقباض عضلي لا إرادي (تشنج) للأحبال الصوتية. تستمر تلك الحالة غالبا لأقل من 60 ثانية، ولكنها قد تمتد لـ20-30 دقيقة في بعض الحالات، متسببة في انسداد جزئي في الشهيق، فيما يظل الزفير أسهل. قد تتم إثارة التشنج حين تكتشف الأحيال الصوتية أو منطقة القصبة الهوائية أسفل الأحبال الصوتية دخول ماء، أو مخاط، أو دم، أو مادة أخرى. يتميز تشنج الحنجرة بوجود صرير و/أو تراجع أو انقباض.[بحاجة لتوضيح]يعاني بعض الناس من تشنجات متكررة للحنجرة، سواء أثناء النوم أو الإستيقاظ. في ممارسة الأنف والأذن والحنجرة، يشيع حدوث التشنج في الأشخاص ذوي الارتجاع المريئي الصامت. كذلك فإنه أحد المضاعفات الشهيرة والخطيرة، وإن كان غير شائع، في الفترة المحيطة بالجراحة.
من المحتمل أن أكثر من 10% من حالات الغرق تتضمن حدوث تشنج بالحنجرة، إلا أن الأدلة تشير أن حدوث ذلك ليس مفيدًا عادة في منع الماء من دخول القصبة الهوائية.

## الأسباب
تستطيع العديد من المحفزات بما في ذلك الربو، والحساسية، والرياضة، والتوتر، والمواد المهيجة كالدخان، والغبار، والأبخرة، والسوائل، والطعام أن تستثير تشنج الحنجرة. كما أنه شائع في الغرق، كرد فعل مباشر لاستنشاق الماء، وكذلك كأحد المضاعفات أثناء الإنقاذ والإنعاش بسبب استنشاق القئ.
في بعض الأشخاص، يمكن أن يحدث تشنج الحنجرة تلقائيا أو نتيجة للارتجاع أو البلع غير الكفء. الارتجاع المعدي المريئي سبب شائع لتشنج الحنجرة التلقائي. يمكن لمعالجة ذلك الارتجاع أن تقلل من تكرار تلك التشنجات. قد تبدأ التشنجات نتيجة عدوى فيروسية.[بحاجة لمصدر]
كذلك فإنه أحد المضاعفات المصاحبة للتخدير. يمكن للتشنج أن يحدث عادة دون أي استثارة، إلا أنه يميل للحدوث بعد إزالة الأنبوبة الرغامية من القصبة الهوائية. في الأطفال، قد يكون ذلك المرض مميت، حيث قد يؤدي إلى توقف القلب خلال 30-45 ثانية، وهو سبب محتمل للوفاة المصاحبة لبدء التخدير العام في الأطفال. قد يحدث أحيانا أثناء النوم، متسببًا في استيقاظ المريض. يحدث هذا عادة حين يعاني الشخص من حموضة المعدة وحدوث ارتجاع أثناء النوم، حيث تعمل حموضة المعدة كعامل مستثير مسببةً التشنج.
[بحاجة لمصدر]هو كذلك أحد أعراض قصور جارات الدرقية.

## الأعراض
العرض الرئيسي هو الاختناق وصعوبة أو عدم القدرة على التنفس أو الكلام، الشعور بالاختناق، والذي قد يتبعه فقدان للوعي بسبب نقص الأكسجة. حين يفتح ممر الهواء مرة أخرى، قد يسبب التنفس حدوث صوت عالي النبرة يسمى صرير. نادرًا ما يستمر التشنج لأكثر من دقيقتين قبل أن يعود التنفس لطبيعته.

## العلاج
تنتهي تشنجات الحنجرة البسيطة تلقائيًا في أغلب الحالات.
تشنج الحنجرة في غرفة العمليات يتم علاجها بالبسط المفرط لرقبة المريض وإعطاؤه تنفسًا ميكانيكيًا بأكسجين 100%. الحالات الأكثر شدة قد تتطلب إعطاء مرخيات للعضلات عن طريق الوريد، مثل سكسنيل كولين، ثم إعادة التنبيب.[بحاجة لمصدر]
حين يكون الارتجاع المعدي المريئي هو العامل المستثير، يساعد علاج الارتجاع في علاج تشنج الحنجرة. مثبطات مضخة البروتون مثل ديكسلانزوبرازول، وإيزوميبرازول، ولانسوبرازول تقلل إنتاج أحماض المعدة، ما يجعل سوائل الارتجاع أقل استثارة. الأدوية المنشطة للحركة تقلل كمية الحمض المتاحة للارتجاع عن طريق تحفيز حركة القناة الهضمية.
يمكن علاج تشنج الحنجرة التلقائي بالبقاء هادئا والتنفس ببطء، بدلا من اللهث (استشهاق الهواء). شرب المياه المثلجة (برشفات صغيرة) لغسل أي مواد مهيجة قد تكون سبب التشنج قد يساعد بشكل كبير.[بحاجة لمصدر]
المرضى المعرضون لتشنج الحنجرة أثناء المرض بإمكانهم اتخاذ إجراءات لمنع التهيج مثل مضادات الحموضة لتجنب ارتجاع الحمض، وشرب الماء أو الشاي باستمرار لإبقاء المنطقة خالية من المواد المهيجة.[بحاجة لمصدر]
إضافة إلى ذلك، يمكن أن ينتج تشنج الحنجرة عن نقص كالسيوم الدم، ما يسبب تشنج العضلات و/أو التكزز. تبقى قنوات الصوديوم مفتوحة حتى إذا كانت هناك زيادة طفيفة للغاية في الجهد الغشائي. يؤثر ذلك على العضلات الصغيرة في الأحبال الصوتية.

## الوقاية
حين يتزامن تشنج الحنجرة مع البرد أو الإنفلونزا، قد يكون من المفيد لبعض المرضى تناول دواء لارتجاع الحمض للحد من المهيجات في المنطقة. إذا كان هناك سعال، قم بعلاج السعال المنتج، ولكن حد من السعال كلما كان ممكنا، حيث أنه من المحتمل أن يتسبب في حدوث تشنج.[بحاجة لمصدر] قم بشرب الماء أو الشاي للحفاظ المنطقة من الجفاف.[بحاجة لمصدر] نقط المصل الفيزيولوجي تساعد على إبقاء المنطقة رطبة.[بحاجة لمصدر] قد يساعد السودوإفدرين كذلك على تنظيف أي مخاط قد يسبب السعال وبالتالي المزيد من التشنجات.[بحاجة لمصدر]

## روابط خارجية
- Information for patients with laryngospasm – voicedoctor.net
- Links, Information and Resources about Laryngospasm Laryngospasm Information Network.
- Larson, Philip C., "Laryngospam -The Best Treatment", Anesthesiology, 11 1998, Vol.89, 1293–1294
- Laryngospasm Notch Maneuver
- Laryngospasm Pressure Point